# Neoconocephalus meridionalis
Neoconocephalus meridionalis är en insektsart som först beskrevs av Kirby, W.F. 1906.  Neoconocephalus meridionalis ingår i släktet Neoconocephalus och familjen vårtbitare. Inga underarter finns listade i Catalogue of Life.